# Cytoarchitectuur
De cytoarchitectuur of cytoarchitectoniek is een onderdeel van de celbiologie en onderzoekt de bouw van cellen: hun verschil in structuur, grootte, vorm, verbindingen en spreiding. In de biologie duidt men met het woord op de inrichting van cellen in alle weefsels en organen, bij neurowetenschappen gaat het om de architectuur van cellichamen in de hersenschors. Neurowetenschappers gebruiken cytoarchitectonische kennis bij het bestuderen van verschillen in biochemische activiteit om zo meer te weten te komen over de werking van onze hersenen.